# Parallelia iotrigona
Parallelia iotrigona là một loài bướm đêm trong họ Erebidae.